# 伊藤勘作
伊藤勘作（いとう かんさく）は漁網製造の網勘製網（現在のアミカン）の経営者が代々襲名する名前。富田伊藤家が経営を担っている。

## 概要
網勘製網は創業が古く1794年（寛政6年）に始まる老舗企業である。網勘製網は平成期になり、網勘製網からアミカンと企業名を変更している。
富洲原地区には平田製網（平田紡績）と伊藤平治郎が操業した三重浴布商会と三重織布があり、富田地区では富田大野家が経営する大野製網株式会社や富田田村家が経営する田村紡績株式会社と並ぶ富田の郷土史に貢献した富田地区発祥の繊維産業の製網製造企業である。昭和時代にこの販路は世界各国に及び年間生産額が200万円に達する。

## 伊藤勘作（網勘製網創業）
伊藤勘作（1886年（明治19年）2月23日 - 1951年（昭和26年）1月6日）は、三重県三重郡富田町（現在の三重県四日市市富田地区）出身の実業家。地方政治家（三重郡富田町議会議員）。網勘製網を創業した。
1886年（明治19年）2月23日に先代伊藤勘作の長男として誕生する。三重県立第2中学校（その後改称して三重県立第2中学校、旧制富田中学校、現在の三重県立四日市高等学校）を卒業した後、伊藤家の家業の製網業に従事する。
回顧録では三重郡富田町には以前は全村が疲弊して貧困者が続出する悲境にあり、伊藤勘作の祖父の伊藤勘作はこれを憂い種々の策略を思考したが、漁業の閑散期を利用して漁網製作の副業を殖産興業で産業を育成する策略を立案して、富田町民をサラリーマンとする賃金制度を設置して、一般の三重郡富田村民に奨励した。亡き父の勘作の才能と祖父の意志を継ぎ手工製網より進化して機械製網と改革と技術改良をして、製網産業では一新して、生活面を招いて当主伊藤又次郎が技術改良をして同時に、一意専念して産業発達に努力した。1925年（大正14年）12月に網勘製網を株式会社組織にする法人化して資本金を20万円に増資した。3000坪の広大な網勘製網富田工場を建設して、網勘製網の富田浜第2工場を建設して、1935年（昭和10年）には100掛100坪を保有していた。赤盛であると云われている。伊藤勘作は以下の職に就いていた。
1. 網勘製網会社社長
2. 関西合資会社社長
3. 三重郡富田町の町会議員
4. 三重郡富田町の商工会長
5. 三重郡富田町の青年団長
6. 三重郡富田町の氏子総代
7. 四日市市議会議員（1941年（昭和16年）～1951年（昭和26年））

- 1947年（昭和22年）6月3日～1951年（昭和26年）1月6日まで第21代四日市市議会議長を務めた。[1]

### 著書
『日本の漁網』
1944年（昭和19年）9月20日発行、A5判、180頁
「日本の漁網」と「伊勢の漁網」の2編からなり、「日本の漁網」編では日本における漁網の変遷が歴史的に網羅されている。

伊藤勘作 (1944). 日本の漁網. NCID BN10053949

## 伊藤勘作（昭和）
1914年（大正3年）1月1日に伊藤勘作の長男として生まれた。
業績180年の老舗企業の網勘商店（網勘製網株式会社）に富田伊藤家の嗣子である。旧制高芸高商卒業後、網勘製網の社業に従事した。1951年（昭和26年）前社長伊藤勘作の死亡により伊藤勘作を襲名。東洋工業株式会社・網勘製網株式会社の社長に就任した。1966年（昭和41年）網勘製網株式会社の会長に就任。
長男の伊藤寛治は網勘製網社長（次代の伊藤勘作）である。

## 伊藤寛治（平成）
1943年（昭和18年）1月31日生まれ。平成時代に伊藤勘作を襲名した。網勘製網からアミカンに社名を変更した。伝統的な家業の製網事業以外にスポーツ事業・建設事業・派遣請負事業に進出した。
三重県立四日市高等学校を経て、1965年（昭和40年）に慶應義塾大学法学部を卒業し、同年に網勘製網株式会社に入社した。1966年（昭和41年）に網勘製網株式会社の社長となる。
1970年（昭和45年）に東洋工業株式会社取締役に就任、その後に社長に就任した。四日市青年会議所の会員である。